# Halojelenség

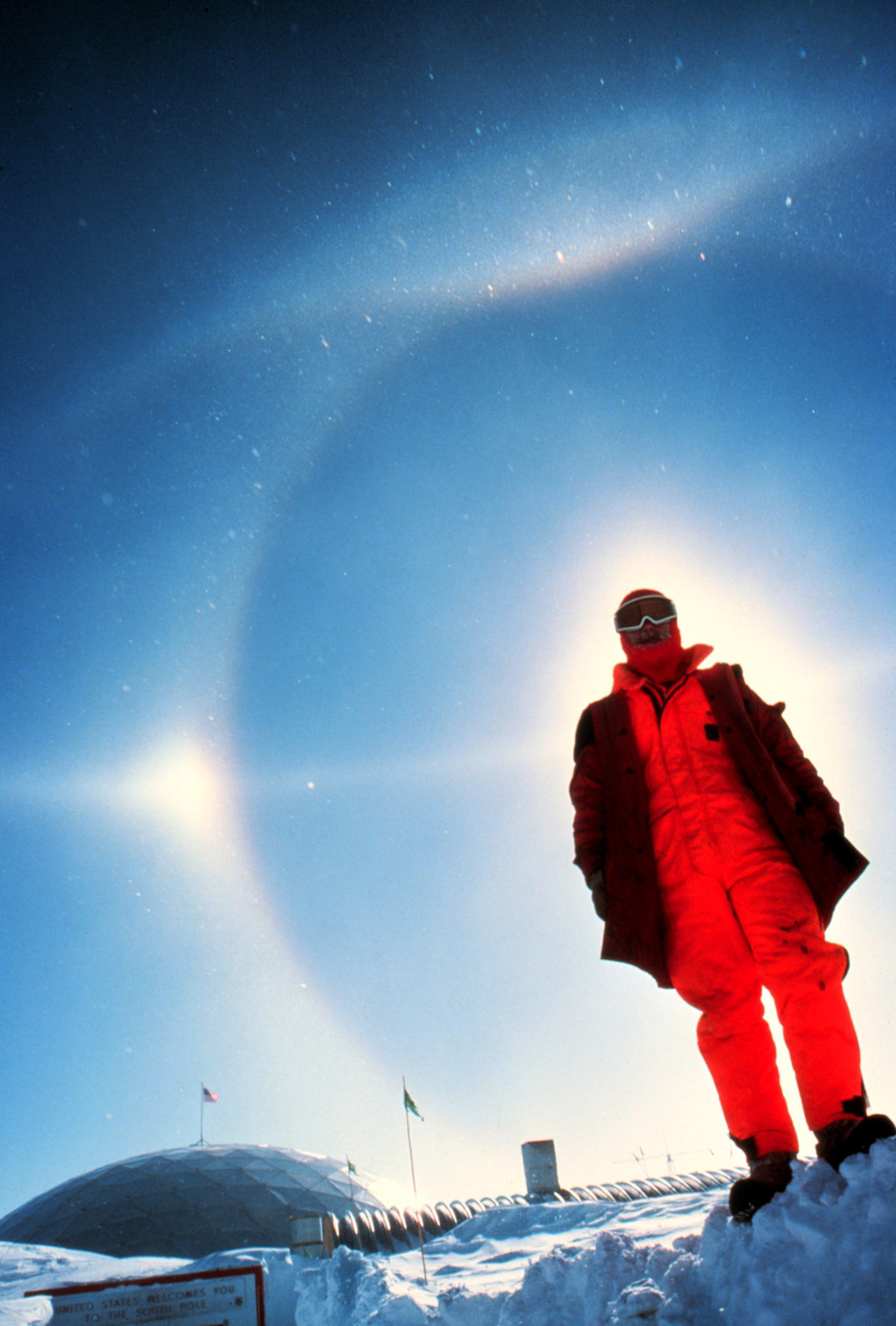
Többszörös halojelenség

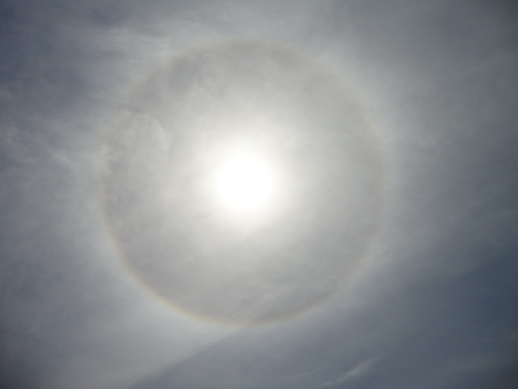
Haloeffektus, Cape Palisser, Wellington, Új-Zéland

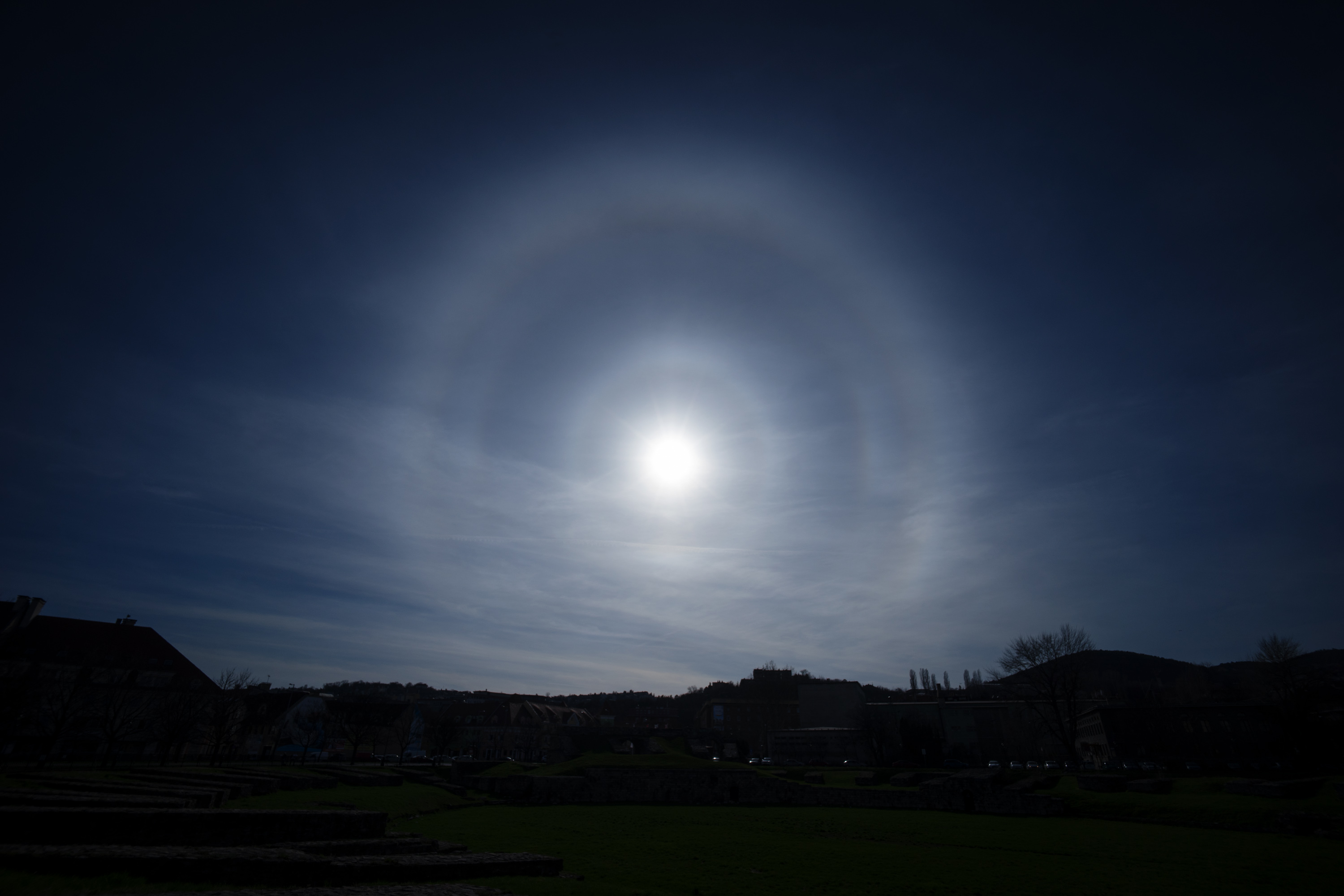

A halo (görögből: ἅλως; magyarul napudvar, holdudvar) a Nap vagy a Hold körül megjelenő optikai jelenség.
Több típusa létezik, azonban mindet a 8–12 km magasban képződő fátyol- és pehelyfelhőkben levő jégkristályok okozzák a felső troposzférában. A kristályok változatos alakja és különös rendeződése, valamint a fénysugarak beesési szöge egyaránt felelős a megfigyelt halo típusáért. A fénysugarak visszaverődhetnek a hatszöges formavilágú jégkristályok belső vagy külső lapjairól vagy megtörhetnek bennük, mint a vízcsepp esetén a szivárvány keletkezésekor.
A jelenség lehet rövidke (pár másodperces), vagy tarthat több órán át.
A légiforgalom növekedésével a jelenség egyre gyakrabban megfigyelhető a kondenzcsíkok miatt keletkező mesterséges felhőknél is.
Megkülönböztetünk többfajta halót attól függően, hogy milyen jégkristályok vannak jelen a levegőben:
- melléknap: a lapkristályokban történő fénytörés miatt a Nap mindkét oldalán megjelenhet (jobb és bal oldali melléknapok) egyszerű fehér foltként vagy szivárványszínben pompázó kontrasztos jelenségként
- mellékhold: hasonlóak a kialakulási feltételei a melléknapéhoz, csak itt a fényforrás a Hold, így ez jóval ritkább
- 22 fokos halo: hatalmas fényes szivárványszínű kör a Nap vagy a Hold körül, mely a nap bármely szakaszában megjelenhet; véletlenszerűen forgó hasábkristályok jelenléte szükséges kialakulásához
- felső és alsó érintő ív: a 22 fokos halo kísérőjelensége lehet, annak felső vagy alsó pontján érintve azt
- zenitkörüli ív: a jelenség egy fordított szivárványhoz hasonlít, melynek középpontja a zenit; kialakulásához a Nap nem lehet magasabban 32 foknál
- naposzlop: napkeltekor vagy napnyugtakor a Nap felett létrejövő fényoszlop

Ritkábban előforduló halojelenségek:
- horizontális ív: minimum 58 fokos napmagasság szükséges kialakulásához (csak nyáron észlelhető), szerencsés esetben intenzív színekben pompázó ív
- 120 fokos melléknap: fehér folt a Naptól 120 fok távolságra, azzal egy vonalban
- melléknap-kör: melléknapokon és a Napon átívelő fehér színű kör
- Parry-ívek
- alsó és felső oldalív
- Tricker-ív
- napív
- Hasting-ív
- Wegener-ív
- 46 fokos halo
- napív
- ellennap